# Mistrzostwa Europy w Lekkoatletyce 1950 – rzut oszczepem kobiet
Rzut oszczepem kobiet był jedną z konkurencji rozgrywanych podczas IV Mistrzostw Europy w Brukseli. Rozegrano od razu finał 23 sierpnia 1950. Zwyciężczynią tej konkurencji została rekordzistka świata, reprezentantka ZSRR Natalia Smirnicka. W rywalizacji wzięło udział trzynaście zawodniczek z dziesięciu reprezentacji.

## Rekordy
| Rekord świata     | Natalia Smirnicka (SUN) | 53,41 | Moskwa, ZSRR   | 05.08.1949 |
| Rekord Europy     | Natalia Smirnicka (SUN) | 53,41 | Moskwa, ZSRR   | 05.08.1949 |
| Rekord mistrzostw | Kławdia Majuczaja (SUN) | 45,90 | Oslo, Norwegia | 24.08.1946 |

## Wyniki
| Miejsce | Zawodniczka          | Wynik | Uwagi |
| ------- | -------------------- | ----- | ----- |
| 1       | Natalia Smirnicka    | 47,55 | CR    |
| 2       | Herma Bauma          | 43,87 |       |
| 3       | Galina Zybina        | 42,75 |       |
| 4       | Wiera Nabokowa       | 41,88 |       |
| 5       | Dana Zátopková       | 41,34 |       |
| 6       | Lily Kelsby          | 40,25 |       |
| 7       | Marija Radosavljević | 38,33 |       |
| 8       | Ingrid Almqvist      | 38,21 |       |
| 9       | Johanna Koning       | 38,20 |       |
| 10      | Diane Coates         | 37,50 |       |
| 11      | Evelyne Pinard       | 37,22 |       |
| 12      | Kirsti Jordet        | 34,87 |       |
| 13      | Eivor Olson          | 34,85 |       |